# Linette Hofmann
Linette Sofie Hofmann (* 18. August 2004 in Weinheim) ist eine deutsche Fußballspielerin. Seit 2024 spielt sie für den VfB Stuttgart.

## Karriere

### Vereine
Hofmann verließ zum Saisonende 2019/20 die B-Jugendmannschaft der TSG 1899 Hoffenheim und rückte zur Saison 2020/21 in die zweite Mannschaft auf, für die sie in der Staffel Süd der 2. Bundesliga in allen 16 Saisonspielen eingesetzt wurde und ein Tor erzielte. In der Folgesaison erzielte sie zwei Tore in 21 Punktspielen. In ihrer dritten und letzten Saison in dieser Spielklasse blieb sie in 15 Punktspielen ohne Torerfolg. Zur Saison 2022/23 rückte sie in die erste Mannschaft auf, für die sie am 12. März 2023 (14. Spieltag) beim 4:0-Sieg im Heimspiel gegen den SV Meppen mit Einwechslung für Katharina Naschenweng in der 83. Minute ihr Bundesligadebüt gab.
Mit ihrem erfolgreichen Abschluss an der Albertus-Magnus-Schule in Viernheim strebt sie ein Studium in den Vereinigten Staaten an. An der University of Tennessee in Knoxville wurde sie am 31. Mai 2023 als eine von zehn Spielerinnen für die Spielzeit 2023 vorgestellt. Vom 17. August bis zum 22. Oktober 2023 bestritt sie als Freshman für das Sport-Team, die Volunteers, 13 Meisterschaftsspiele in der Southeastern Conference.
Im Sommer 2024 wechselte Hofmann zum VfB Stuttgart.

### Auswahl-/Nationalmannschaft
Hofmann kam als Spielerin der Auswahlmannschaft des Badischen Fußballverbandes von 2017 bis 2019 in insgesamt elf Spielen im Turnier um den DFB-Länderpokal an der Sportschule Wedau in Duisburg zum Einsatz.
Als Nationalspielerin debütierte sie in der U15-Nationalmannschaft, die am 31. Oktober 2018 in Sonthofen das in Freundschaft ausgetragene Länderspiele gegen die Schweizer U16-Nationalmannschaft mit 6:0 gewann.
Für die U19-Nationalmannschaft bestritt sie ihr erstes Länderspiel am 21. Juni 2022 in Clairefontaine-en-Yvelines beim 4:1-Sieg im Freundschaftsspiel gegen die U19-Nationalmannschaft Frankreichs. Bei der Europameisterschaft 2022 kam sie einzig am 27. Juni in Frýdek-Místek im ersten Spiel der Gruppe B, bei der 0:2-Niederlage gegen die U19-Nationalmannschaft Schwedens zum Einsatz.